# Polikarpov Po-2
Polikarpov U-2, efter Anden Verdenskrig kendt som Po-2, var et sovjetisk biplan, udviklet som skolefly og til marksprøjtning af majs. Det gav flyet kælenavnet Kukuruznik - russisk: Кукурузник, af det russiske "kukuruza" (кукуруза) for majs. Flyet fik NATO rapporteringsnavnet Mule.
Po-2's enkle og pålidelige design gjorde den til et ideelt skolefly, men den blev også benyttet som et billigt ildstøttefly, som observationsfly, til psykologisk krigsførelse og som forbindelsesfly under 2. Verdenskrig, og var dermed et af de mest universelt anvendelige lette kampfly bygget i Sovjetunionen. Po-2 forblev i produktion længere end noget andet fly fra Sovjettiden (data fra 1978).
Der er bygget mellem 20,000 og 30,000 U-2/Po-2, alle varianter, i årene fra 1928 til 1959. Den officielle produktion sluttede i 1952, men det er svært at finde korrekte produktionstal, siden der blev bygget fly i småværksteder, flyveklubber og på licens, formodentligt indtil 1959. Det er - på trods af de usikre produktionsangivelser - verdens mest producerede biplan.
U-2 blev kendt som flyet der anvendtes af 588. Natbomberregiment: Die Nachthexen (Russisk: Ночные ведьмы, Nochnye Vedmy)

## Design og udvikling
Flyet var designet af Nikolai Polikarpov som erstatning for U-1 skoleflyet [en kopi af det Britiske Avro 504), kendt som Avrushka af Sovjetborgerne. Dets navn blev ændret til Po-2 i 1944, efter Polikarpov's død, i overensstemmelse med det nye navngivningssystem hvor man benyttede de første to bogstaver af enten konstruktørens efternavn, eller fra navnet af det designbureau der stod for konstruktionen.
U-2-prototypen, der havde en 99 hk (74 kW) Shvetsov M-11 (Russisk: Швецов М-11) luftkølet, 5-cylindret stjernemotor, fløj første gang den 24. juni 1927 med M.M. Gromov som pilot. Efter nogle tilpasninger fløj det igen 7. januar 1928. Præ-produktionsudgaver af flyet blev afprøvet frem til slutningen af 1928 og serieproduktionen indledtes i 1929 på fabrik nr. 23 i Leningrad. I Sovjetunionen standsede produktionen i 1953, men typen blev både bygget som CSS-13 på licens i Polen og samlet i Aeroflot-værksteder frem til 1959.

## Operationel historie

### Mellemkrigsårene
Lige fra begyndelsen blev U-2 masseproduceret, og blev benyttet som grundlæggende skolefly både til civile og militære formål. Den blev også benyttet til transport, ambulancefly og militært forbindelsesfly, takket være dets STOL egenskaber - vigtigt i et stort land med dårlig infrastruktur. Frem for alt blev det også produceret i en variant til sprøjteflyvning, som gav den øgenavnet Kukuruznik.

### 2. Verdenskrig
Selv om den var håbløst underlegen over for stort set alle samtidige fly, tjente Kukuruznik ekstensivt på Østfronten under 2. verdenskrig, primært som forbindelsesfly, ambulancefly og til generel forsyning og anvendelse. Den var særligt nyttig til at forsyne partisaner bag frontlinien. De første forsøg med at armere flyet med bomber fandt sted i 1941.
Under belejringen af Odessa i August - Oktober 1941 blev U-2 benyttet som rekognosceringsfly og som let kortdistance bombefly. Bomberne blev kastet fra et civilt fly med Pyotr Bevz som pilot, og var de første der faldt på fjendtlige artilleripositioner. Fra 1942 blev U-2 tilpasset rollen som let nat-ildstøttefly.
Nikolay Polikarpov støttede projektet, og under hans ledes blev U-2VS (voyskovaya seriya - Militær serien) skabt. Det var en let natbomber, udstyret med hardpoints under den nederste vinge så den kunne bære 50 eller 100 kg (110 eller 220 lbs) bomber op til en totalvægt af 350 kg (771 lb) og bevæbnet med et ShKAS eller DA maskingevær i det bageste cockpit, hvor skytten sad med ryggen mod flyveretningen.
Wehrmacht soldaterne kaldte U-2 for Nähmaschine (symaskinen), og finske tropper kaldte den Hermosaha (Nervesaven), på grund af den raslende og helt særlige motorlyd. Dertil kom at de Sovjetiske fly fløj natmissioner i lav højde: hørte en fjendtlig soldat den karakteristiske motor over sig, vidste de at selv det mindste lysglimt omgående ville blive belønnet med en lille bombe fra det usynlige fly. Luftwaffes piloter fik hurtigt speciel instruks for at engagere U-2.
De materielle skader efter de natlige angreb var i bedste fald minimale, men den psykologiske effekt på de tyske soldater var bemærkelsesværdig. Typisk ville U-2'erne lave et overraskelsesangreb midt om natten, og derved forhindre tyskerne i at få søvn og tvinge dem til at være på vagt, og dermed bidrage til det allerede høje stressniveau forbundet med kamp på Østfronten. Den normale taktik ville ofte være at flyve ind i ganske lav højde, stige brat under indflyvning til målet, lukke motoren ned og svæve det sidste stykke inden bomberne blev kastet, og dermed kun give fartvindens susen i flyets barduner som advarsel om, at et angreb var undervejs.
Luftwaffe's jagerpiloter fandt det ekstremt vanskeligt at nedskyde en Kukuruznik, hovedsageligt på grund af to faktorer: U-2 piloterne fløj oftest i trætophøjde hvor de var vanskelige at se og engagere, og stallhastigheden for både Messerschmitt Bf 109 og Focke-Wulf Fw 190 var næsten identisk med U-2's topfart, hvilket gjorde det vanskeligt at holde en U-2 under beskydning i tilstrækkeligt lang tid til at gøre skade. De natlige chikanerier inspirerede Luftwaffe til at oprette lignende Störkampfstaffel ("Chikanekampgrupper") på Østfronten ved at aktivere nogle af deres egne udgåede fly fra 1930'erne, biplaner med åbent cockpit eller højvingede monoplaner. Til slut var der opbygget egentlige Nachtschlachtgruppen ("Natangrebsgrupper") på adskillige eskadriller hver.
U-2/Po-2 var flyet der blev benyttet af 588. Natbomberregiment Ночные ведьмы, der udelukkende bestod af kvinder: piloter, skytter og jordpersonalet.
Enheden var berygtet for dens modige og aggressive natlige lavtflyvnings-raids, der hovedsageligt gik ud over tyskernes hvile- natte- og opmarchpositioner i frontens bagland. Ved en enkelt lejlighed fløj piloterne Yekaterina Ryabova og Nadezhda Popova atten missioner i løbet af en enkelt nat. Regimentets piloter observerede at de tyske tropper blev yderligere demoraliseret, simpelthen fordi deres modstandere var kvinder: tyskerne anså krig for at være männersache, at blive beskudt af kvinder var i bedste fald højest usportsligt. Tyskernes forbitrelse udmøntede sig i deres øgenavn for 588: Die Nachthexen ("Natteheksene", russisk: Ночные Ведьмы, Nočnye Ved’my). Da kvinderne opdagede øgenavnet, antog de det omgående som regimentsnavn.
Enheden vandt ikke mindre end 23 "Sovjetunionens Helt" (USSR's højeste orden), heraf fem posthumt, den 24'ne blev tildelt posthumt i 1995. Og dusinvis af Det røde Banners Orden medaljer; ved krigens slutning havde de fleste overlevende piloter og skytter fløjet omkring 1.000 kampflyvninger, og deltog i Slaget om Berlin.
Det Polske Luftvåben benyttede i årene 1942 - 1947 de langsomme og manøvredygtige U-2 til luftrekognoscering og COIN imod UPA-grupper i det bjergrige Bieszczady område. Piloter og navigatører blev sendt af sted for at finde UPA enheder, og om nødvendigt, angribe dem med maskingeværer og granater. Ved nogen lejligheder lykkedes det UPA at nedskyde nogle Po-2, men de hverken erobrede eller benyttede dem.

### Koreakrigen
Nordkoreanske styrker brugte Po-2 på en lignende måde under Koreakrigen. Et stort antal Po-2 blev benyttet af det Koreanske Folk's Luftvåben, og klarede i visse tilfælde at gøre betydelig skade på de Forenede Nationers baser under natangreb. Under et af disse raids angreb en enlig Po-2 Pyongyang lufthavn i det nordvestlige Korea. Piloten angreb 8th Fighter-Bomber Group's parkeringsplads, og kastede en serie fragmenteringsbomber direkte hen over gruppens P-51 Mustangs, som stod pænt parkeret på række. Elleve Mustang'er blev beskadiget, tre af dem så meget at de måtte ødelægges og efterlades da Pyongyang blev opgivet nogle dage senere.
Den 17. Juni 1951 klokken 01:30 blev Suwon Air Base bombet af to Po-2. Begge kastede et par fragmenteringsbomber. Den ene ramte 802nd Engineer Aviation Battalion's garager og ødelagde noget udstyr. To bomber eksploderede mellem 335th Fighter Interceptor Squadron's opstillede fly. En F-86A Sabre (FU-334 / 49-1334) blev ramt i den ene vinge, og begyndte at brænde. Branden greb om sig, og flyet udbrændte. Kun hurtig indgriben fra basens personnel, som omgående begyndte at slæbe de andre fly bort fra den brændende jager, forhindrede yderligere tab. Otte andre F-86'ere var blevet beskadiget under det kortvarige angreb, heraf fire alvorligt. En F-86 pilot var imellem de sårede. Efterfølgende krediterede Nordkoreanerne Løjtnant La Woon Yung for angrebet.
FN-styrkerne kaldte Po-2's natlige besøg for Bedcheck Charlie og havde, som tyskerne før dem, store vanskeligheder med at skyde dem ned. Selv om natjagere i 1950'erne havde fået radar som standardudstyr, gav Po-2'erens konstruktion af træ og lærred kun et yderst ringe radarekko, som gjorde det næsten umuligt at få den i sigtet. Koreakrigs veteranen Leo Fournier fra USA summerede "Bedcheck Charlie" op i sine memoirer: "... Ingen kunne få ram på ham. Han fløj simpelthen for lavt og for langsomt."
Den 16 Juni 1953 lykkedes det for en USMC Douglas A-1 Skyraider fra VMC-1, fløjet af Major George H. Linnemeier og CWO Vernon S. Kramer, at skyde et Polikarpov Po-2 biplan ned: den eneste dokumenterede Skyraider luftsejr i hele krigen.
Po-2 er det eneste biplan, der er blevet krediteret en nedskydning af et jetfly: en Lockheed F-94 Starfire gik tabt, da den i lav højde gik ned i fart til 110 mph – under dens stallhastighed – under forsøget på at engagere en lavtflyvende Po-2.

## Varianter
- U-2: Basismodellen, bygget i store styktal som et tosædet primært skolefly. Den blev bygget i mange underversioner, både civile og militære. U-2 varianterne inluderede fly til let transport, generel anvendelse, rekognoscering og meget andet. Motoren var en M-11 på 100 hk (75 kw). Senere modeller fik en opgraderet M-11 motor med 150 hk (111 kw). Nogle fly fik en lukket kabine agter, andre fik ski eller pontoner.
- U-2A: Tosædet agrikulturelt sprøjtefly, forsynet med en 115 hk (86 kW) M-11K motor. Efter 1944 redesigneret Po-2A.
- U-2AO: Tosædet agrikulturelt sprøjtefly.
- U-2AP: Enkeltsædet agrikulturelt sprøjtefly, med det bageste sæde erstattet med en beholder til 200–250 kg (441-551 lb) kemikalier. 1,235 stk. blev bygget mellem 1930 og 1940.
- U-2G: Eksperimentelt fly med alle kontrolflader forbundet til styrepinden. Kun et fly.
- U-2KL: To fly, hver med en hood over det bageste sæde.
- U-2LSh: To-sædet ildstøttefly. Flyet var bevæbnet med et 7.62 mm (0.30 in) ShKAS maskingevær i det agterste cockpit. Det kunne også bære op til 120 kg (265 lb) bomber og fire RS-82 raketter. Også kendt under betegnelsen U-2VOM-1.
- U-2LPL: Eksperimentelt fly til forskning: piloten lå på maven, i stedet for at sidde normalt.
- U-2M: Dette pontonfly havde en stor central ponton, og to små under vingerne til at stabillisere. Ikke bygget i store styktal. Også kendt som MU-2.
- U-2P: Pontonfly, kun et begrænset antal bygget, men i adskillige varianter og under forskellige betegnelser.
- U-2S: Ambulancefly, bygget fra 1934. Den kunne medbringe en læge, og en tilskadekommen på en båre på bagkroppen, under en presenning. Varianten U-2S-1 fra 1939 fik en fast del af skroget over båren. Fra 1941 blev der benyttet to bårecontainere, monteret på oversiden af de nederste vinger, eller to containere til siddende patienter under de nederste vinger.

- U-2SS: Ambulancefly.
- U-2ShS: Forbindelsesfly til brug for staben, bygget fra 1943. Den havde et bredere stel og en lukket, 4-sædet kabine bag piloten.
- U-2SP: Civil transportudgave, kunne medbringe to passagerer i to åbne cockpits. Bygget fra 1933. Blev også benyttet til luftopmåling og luftfotografi. I alt 861 bygget mellem 1934 og 1939.
- U-2SPL: Limousine-version med agterkabine til to personer.
- U-2UT: Tosædet skolefly, forsynet med en 115 hk (86 kW) M-11D radialmotor. Bygget i begrænset antal.
- U-2LNB: Natbomber, bygget fra 1942. Bevæbnet med en 7.62 mm (0.30 in) ShKAS, plus op til 250 kg bomber under vingerne. Fra 1941 var tidligere fly konverteret til improviserede bombere.
- U-2VS : Tosædet skole- og and multiformålsfly. Senere redesigneret Po-2VS efter 1944.
- U-2NAK: Tosædet natartilleri-observatør- og rekognosceringsfly. Bygget fra 1943.
- U-3: Forbedret skolefly, udstyret med en 200 hk (149 kW) 7-cylindret M-48 radialmotor.
- U-4: Optimeret version med en slankere krop; ikke bygget i større tal.
- - (Totalt antal U-2 produceret: 33,000 stk.)
- Po-2: Efterkrigs skolefly-variant.
- Po-2A: Efterkrigs sprøjtefly-variant.

- Po-2GN: "Stemmen fra himlen" propagandafly, udstyret med en stor højttaler.
- Po-2L : Limousine version med en lukket passagerkabine.
- Po-2P : Efterkrigs pontonfly; kun bygget i små styktal.
- Po-2S: Efterkrigs luftambulance, med lukket agterkabine.
- Po-2S-1: Efterkrigs luftambulance, modsvarende U-2S før krigen.
- Po-2S-2: Efterkrigs luftambulance med en M-11D radialmotor.
- Po-2S-3: Efterkrigs luftambulance med to containere under vingerne, begge kunne tage en bårepatient. Også kendt som Po-2SKF.
- Po-2ShS: Forbindelsesfly til brug for stabe, med lukket kabine til piloten og to eller tre passagerer.
- Po-2SP: Efterkrigsmodel til luftopmåling og luftfotografi.
- RV-23: Denne ponton-version af U-2 blev bygget 1937. Den havde en 710 hk (529 kW) Wright R-1820-F3 Cyclone radialmotor, og blev benyttet til forsøg på at sætte højderekorder for vandfly.
- CSS-13: Bygget på licens i Polen, i WSK-Okęcie og WSK-Mielec efter 2. verdenskrig. Der blev bygget ca. 500 mellem 1948–1956.
- CSS S-13: Polsk luftambulance med lukket cockpit og kabine, og en Townend ring omkring cylindrene. Der blev bygget 53 i WSK-Okęcie i 1954-1955, 38 af dem blev senere ombygget til S-13.
- E-23: Eksperimentelt fly til forskning, bygget i USSR i 1934, for forskning i inverteret flyvning.

## Operatører

### Civile
Alle de gamle Østblok-lande benyttede U2/Po-2 civilt. De var i tjeneste ved selskaber som Aeroflot eller LOT - Lot havde f.eks 20 CSS-13 til marksprøjtning i 1953–1956. - men også ved f.eks. præ-militære ungdomsorganisationer, sportsklubber etc. Det vides ikke hvor mange fly der har overlevet og stadigt er i brug.
- Shuttleworth Collection's Po-2, britisk registrering G-BSSY er meldt flyvedygtig og fløj første gang 10. Januar 2011 efter endt restaurering.[14][15]
- En Po-2 flyver for "Føderationen af Russiske Amatørpiloter", baseret på Tushino flyveplads, Moskva.[16]
- En Po-2 flyver for "Koroski Aeroklub" i Mislinska Dobrava, nær Slovenj Gradec, Slovenien.[17]
- En Po-2 fra det Ungarske Transportmuseum flyver rundture fra Budaörs flyveplads, Ungarn. Flyet bliver drevet og vedligeholdt af Goldtimer Foundation. I 1986 døde en pilot, Károly Császár, af et hjerteanfald under flyvningen. Flyet landede af sig selv, med den døde pilot ved rorpinden. Udover tabet af piloten fik flyet kun små skader ved landingen.[18]
- En flyvedygtig Po-2 er en del af udstillingen ved Fantasy of Flight i Polk City, Florida, United States.[19]
- En flyvedygtig Po-2 er en del af udstillingen ved Military Aviation Museum i Virginia Beach, Virginia, United States.
- En flyvedygtig Po-2 er en del af udstillingen ved Flying Heritage Collection, Everett, Washington, United States.
- En flyvedygtig Po-2 er en del af udstillingen ved Metoděj Vlach stiftelsens samling i Mladá Boleslav, Tjekkiet.
- En Po-2 er blevet restaureret til flyvedygtig stand i Split, Kroatien

### Militære
Albanien
- Det Albanske Luftvåben (Forca Ajrore Shqiptare, FASH) modtog 78 fly mellem 1950-1966 og havde dem i tjeneste indtil 1985.[20]

 Bulgarien
- Bulgariens Luftvåben (bulgarsk: Военновъздушни сили, ВВС) - 10 fly i brug fra 1949-1969[21]

 Kina
- Folkets Befrielseshærs Luftvåben (Kinesisk: 中国人民解放军空军) - et ukendt antal fly.

- Tjekkoslovakiets Luftvåben - (Czechoslovak Air Force - Tjekkisk: Československé vojenské letectvo) - Typen designeret K-62. Antal ukendt.

 Finland
- Finlands Luftvåben (Finnish Air Force(FAF eller FiAF) finsk: Ilmavoimat) - Antal fly ukendt.

 Frankrig
- De Frie Franske Styrkers Luftvåben (fransk: Forces Aériennes Françaises Libres, FAFL) fløj Po-2 i Normandie-Niemen enheden.

 Nazi Tyskland
- Nazitysklands luftvåben (Luftwaffe) - Luftwaffe benyttede erobrede fly, antal ukendt.

 DDR
- Kasernierte Volkspolizei - forløberen for Nationale Volksarmee (NVA) - et ukendt antal fly.
- DDR's Luftvåben (Tysk: Luftstreitkräfte der NVA) - et ukendt antal fly.

 Ungarn
- Ungarns Luftvåben (ungarsk: Magyar Légierő) - Antal fly ukendt.

 Laos
- Pathet Lao (Laotisk: ປະເທດລາວ|ປະເທດລາວ) - Antal fly ukendt.

 Mongoliet
- Den Mongolske Folkehær's Flyverafdeling (Mongolsk: Монголын Ардын Арми eller Монгол Ардын Хувьсгалт Цэрэг) - Antal fly ukendt.

 Nordkorea
- Den Koreanske Folkearme's Luftvåben (Chosŏn'gŭl: 조선인민군 공군; Hanja: 朝鮮人民軍 空軍) - Antal fly ukendt.

 Polen
- Polens Luftvåben (Polish Air Force, polsk: Wojska Lotnicze i Obrony Powietrznej) - Antal fly ukendt.
- Polens Flåde (polsk: Marynarka Wojenna) - Antal fly ukendt.

 Rumænien
- Rumæniens Luftvåben (rumænsk: Forţele Aeriene Române) - Modtog 45 fly i 1949

 Sovjetunionen
- Sovjetunionens Luftvåben (russisk: Военно-воздушные силы СССР, tr. Vojenno-vozdusjnyje sily SSSR) - Antal fly ukendt.

 Tyrkiet
- Tyrkiets Luft Agentur (Turk Hava Kurumu) modtog to U-2, som blev givet som gave fra USSR i 1933 i anledning af den Tyrkiske Republik's 10-års jubilæum.

- Jugoslaviens Luftvåben (SFR Yugoslav Air Force, serbokroatisk: Jugoslavensko Ratno zrakoplovstvo, Југословенско Ратно ваздухопловство) - 120 fly i tjeneste 1944–1959[22]

## Specifikationer (U-2)
| Reference: Militaryfactory.com |                    |                          |
| Besætning:                     | En pilot           |                          |
| Kapacitet:                     | En passager/skytte |                          |
| Længde:                        | 8.17 m             | 26 ft 10 in              |
| Højde:                         | 3.10 m             | 10 ft 2 in               |
| Spændvidde                     | 11.40 m            | 37 ft 5 in               |
| Vingeareal:                    | 33.2 m²            | 357 ft²                  |
| Vingebelastning:               | 41 kg/m²           | 8.35 lb/ft²              |
| Tomvægt:                       | 770 kg             | 1,698 lb                 |
| Max. vægt:                     | 1,030 kg           | 2,271 lb                 |
| Max. takeoff vægt:             | 1,350 kg           | 2,976 lb                 |
| Motor:                         | Shvetsov M-11D     | 5-cylindret stjernemotor |
| Motoreffekt:                   | 93 kW              | 125 hk                   |
| Propel:                        | 1                  |                          |
| Effekt/masse:                  | 60 W/kg            | 0.04 hk/lb               |
| Max. fart:                     | 152 km/h           | 82 kn, 94 mph            |
| Marchfart:                     | 110 km/h           | 59 kn, 68 mph            |
| Rækkevidde:                    | 630 km             | 340 nmi, 391 mi          |
| Max.flyvehøjde:                | 3,000 m            | 9,843 ft                 |
| Stigehastighed:                | 2.78 m/s           | 546 ft/min               |

Bevæbning (kun U-2VS / LNB):
- Skydevåben: Et 7.62×54mmR (0.30 in) ShKAS maskingevær
- Bomber: Seks 50 kg (110 lb) bomber

### Citater
1. ↑  Bargatinov, Valery. Баргатинов Валерий: Крылья России ("Wings of Russia") Moscow, 2005.
2. 1 2 3  "Soviet Polikarpov U-2 bomber, trainer; Polikarpov Po-2 bomber, trainer." wwiivehicles.com. Retrieved: 30 November 2012.
3. ↑  Gunston 1995, p. 292.
4. 1 2  Angelucci and Matricardi 1978, p. 214.
5. ↑  U 2 Po 2 (Webside ikke længere tilgængelig) Century of Flight. Retrieved: 30 November 2012.
6. 1 2  Gordon 2008, p. 285.
7. ↑  Myles 1997
8. ↑  "Flying Warbirds" side 48 - 49
9. ↑  Kurs bojowy Bieszczady, 1971.
10. ↑  Dorr 2003, p. 50.
11. ↑  American Aviation Historical Society, Vol. 30, 1985.
12. ↑  Grier, Peter. "April 15, 1953". Air Force Magazine, Air Force Association, June 2011, p. 57.
13. ↑  Jońca, Adam. Samoloty linii lotniczych 1945-1956. Warsaw: WKiŁ, 1985. ISBN 83-206-0529-6.
14. ↑  "Po-2." Arkiveret 12. august 2013 hos  Wayback Machine Shuttleworth Collection. Retrieved: 1 January 2012.
15. ↑  "Shuttleworth 'Mule' starts to kick". FlyPast, Volume 354, January 2011.
16. ↑  Ogden 2009, p. 470.
17. ↑  Ogden 2009, p. 518.
18. ↑  "Po-2 ." Goldtimer Foundation. Besøgt: 07 August 2016.
19. ↑  Po-2 på vingerne. Youtube video. Besøgt: 7. August 2016.
20. ↑  ""Historical Listings." worldairforces.com. Retrieved: 18 August 2010.
21. ↑  Hayles, John."Bulgarian Air Force Aircraft Types - All-Time Listing." Arkiveret 22. januar 2008 hos  Wayback Machine Aeroflight.co.uk, 10 November 2005. Retrieved: 29 May 2008.
22. ↑  Yugoslav Air Force 1942-1992, Bojan Dimitrijevic, Belgrade 2006
23. ↑   Militaryfactory: Po-2